# Сведберг (лунный кратер)
Кратер Сведберг (лат. Svedberg) — небольшой ударный кратер в области южного полюса на видимой стороне Луны. Название присвоено в честь шведского физико-химика Теодора Сведберга (1884—1971) и утверждено Международным астрономическим союзом 22 января 2009 г. 

## Описание кратера

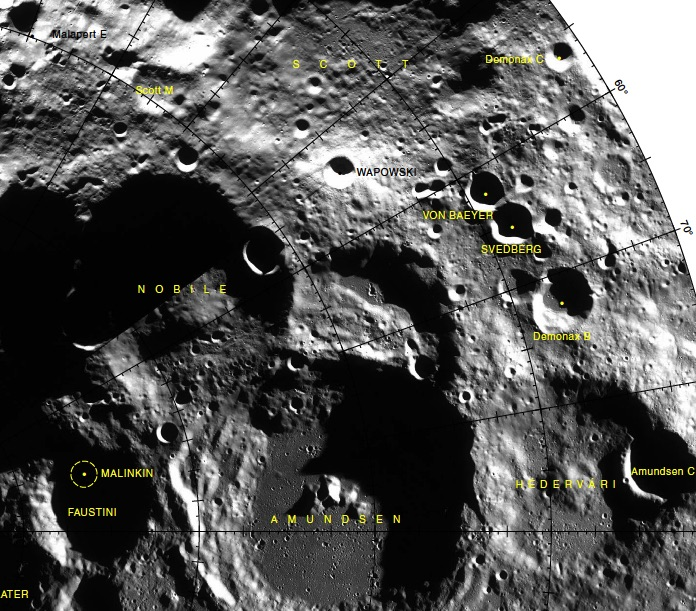
Окрестности кратера Сведберг. Фрагмент карты LAC-144.

Ближайшими соседями кратера Сведберг являются кратер Фон Байер примыкающий к нему на западе; кратер Демонакс на севере; кратер Хедервари на востоке; кратер Амундсен на юго-востоке и кратер Нобиле на юге-юго-западе. Селенографические координаты центра кратера 81°41′ ю. ш. 65°09′ в. д. / 81,68° ю. ш. 65,15° в. д., диаметр 15,3 км, глубина 2200 м.
Кратер Сведберг имеет полигональную форму. Вал с чётко очерченной кромкой. Дно чаши кратера из-за близости к южному полюсу всё время находится в тени.

## Сателлитные кратеры
Отсутствуют.

## См.также
- Список кратеров на Луне
- Лунный кратер
- Морфологический каталог кратеров Луны
- Планетная номенклатура
- Селенография
- Минералогия Луны
- Геология Луны
- Поздняя тяжёлая бомбардировка